# Zelkova carpinifolia
El zelkova del Cáucaso o azad, también conocida como zelkova,  olmo del Cáucaso y faso olmo de Siberia (el verdadero es Ulmus pumila),  es una especie del género Zelkova, nativa de las montañas del Cáucaso, Kaçkar, y Alborz en el extremo sudeste de Europa y sudoeste de Asia (Transcaucasia, Irán, Anatolia).

## Descripción

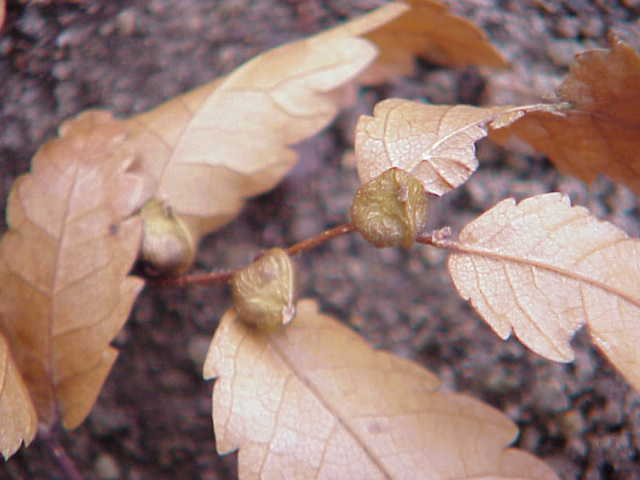
Fruto, otoño tardío.

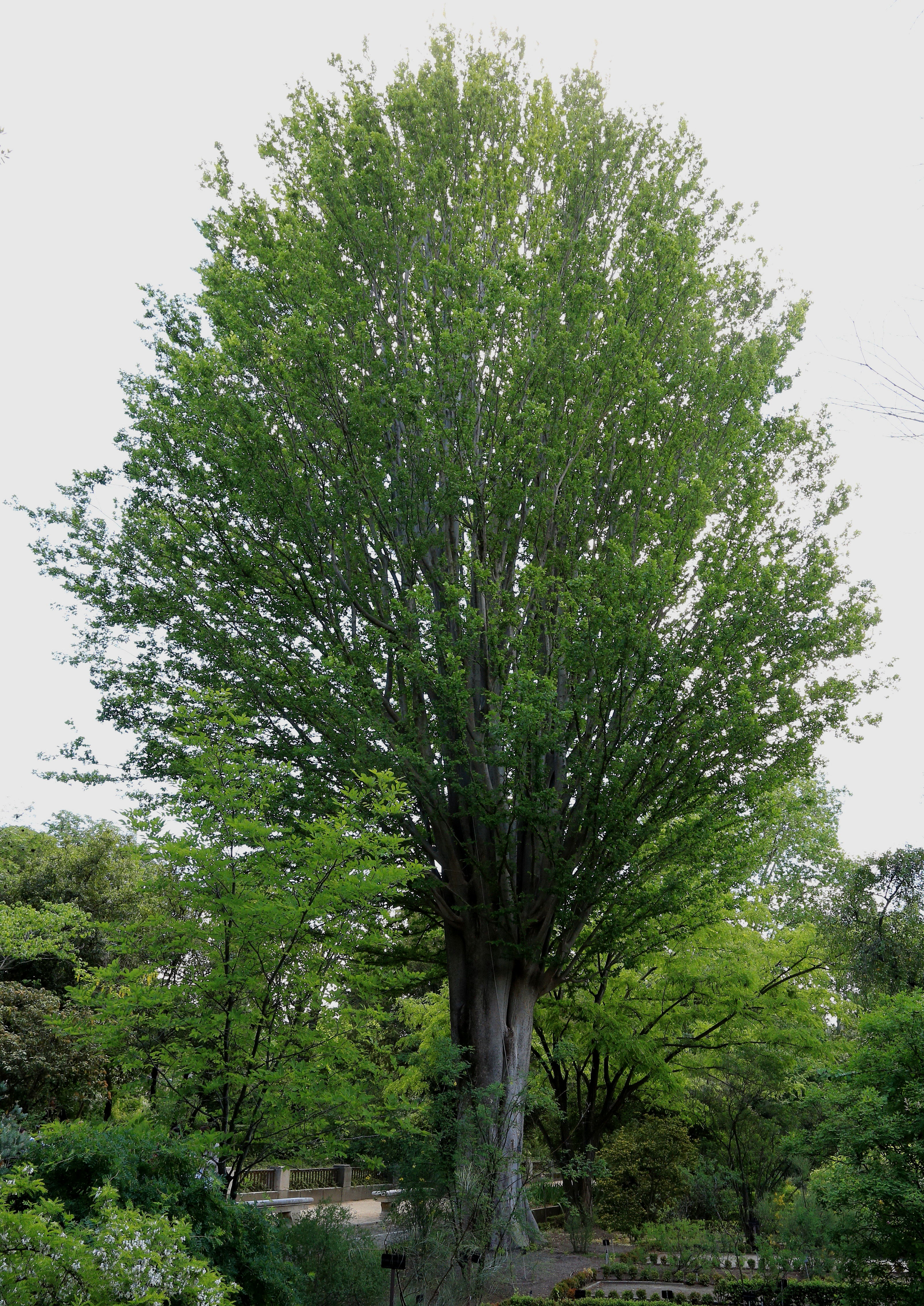
Vista del árbol

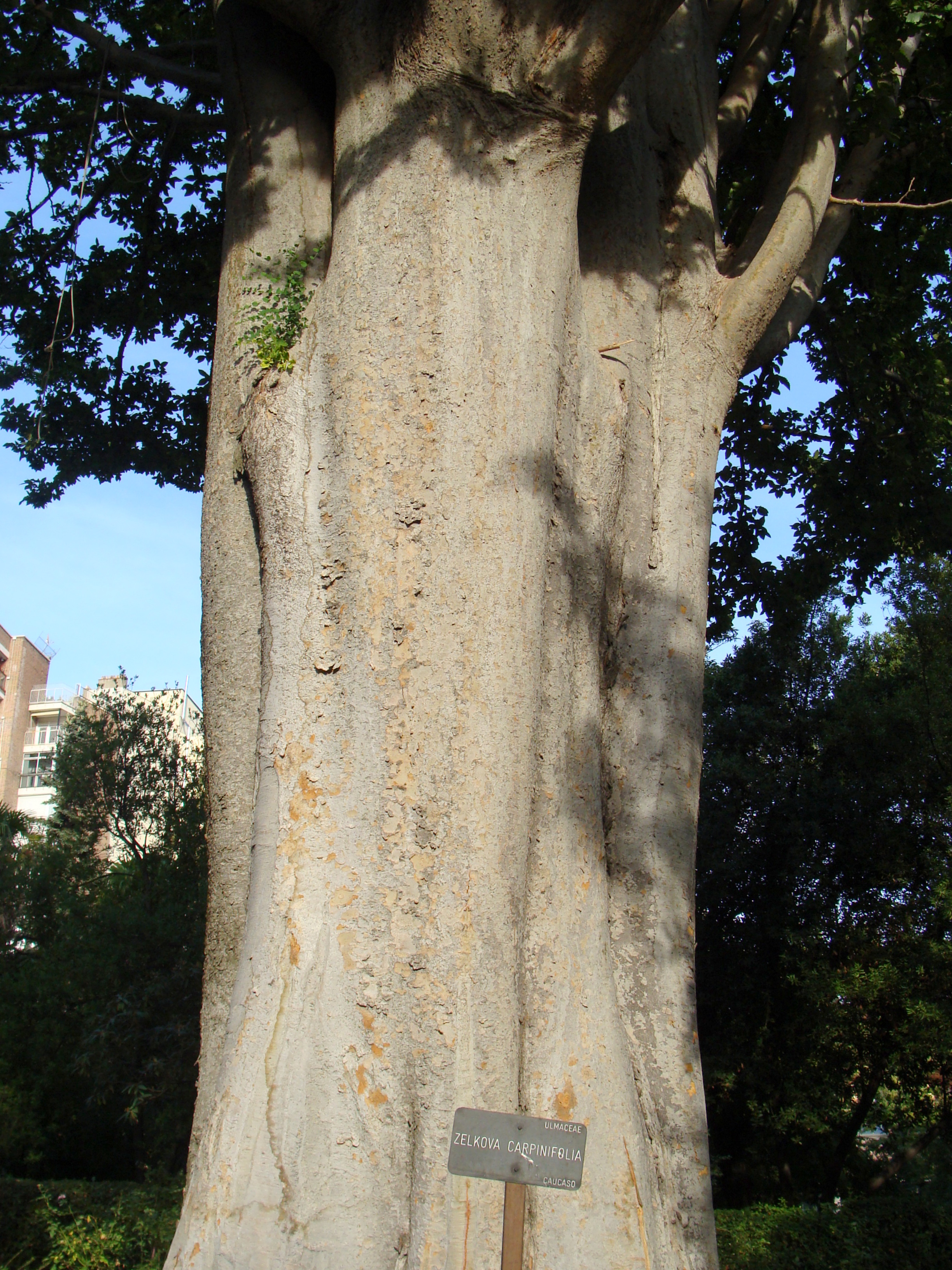
Imagen del tronco de un ejemplar de Zelkova cardinifolia (Olmo del Cáucaso) existente en el Real Jardín Botánico de Madrid. Se trata del mismo árbol de la imagen anterior.

Es un árbol, monoico, de crecimiento lento,  de media a gran talla, caduco, alcanza 20-35 m de altura, con un tronco de 2 m de diámetro, corteza lisa, gris (a la vejez se desplaca en colores amarillos anaranjados. La corona es muy distintiva por su forma de vaso, con un corto y ancho fuste, abriéndose en numerosas y cercanas ramas erectas. Hojas alternas, 4-10 cm x 2,5-6 cm, márgenes ligeramente serrados con 7-12 dientes en cada lado; haz verde oscuro, envés pálido. Flores unisexuales, inconspicuas, verdosas, apétalas, de polinización anemófila.  Fruto pequeña nueces de 5-6 mm de diámetro.
Se lo cultiva como árbol ornamental en Europa (ejemplares gigantescos se pueden hallar bastante frecuentemente en el oeste de Georgia, en la provincia de Imereti; usada para decorar patios de villas y hacer placenteras sombras)  y más raramente en EE. UU. (donde su pariente japonesa Z. serrata es más popular). Soporta hasta - 15 °C

## Taxonomía
Zelkova carpinifolia fue descrita por (Pall.) Dippel y publicado en Linnaea 22: 598. 1849.
Etimología
El nombre Zelkova deriva del nombre nativo de Z. carpinifolia en uno o más de las lenguas del Cáucaso, como se demuestra en el nombre georgiano, ძელქვა (dzelkva). ძელ dzel que significa "barra, viga" o "travesaño", y ქვა kva que significa "roca". El árbol se usó a menudo para hacer barras o travesaños con una dureza de roca y resistentes para la construcción.
carpinifolia: epíteto latíno compuesto que se refiere  al género Carpinus y folius-a-um = hoja, por el parecido de sus hojas. 
Sinonimia
- Rhamnus carpinifolia Pall.
- Zelkova hyrcana Grossh. & Jarm.[3]

## Híbridoscultivares
- Zelkova × verschaffeltii